# Nemognatha scutellaris
Nemognatha scutellaris är en skalbaggsart som beskrevs av Leconte 1853. Nemognatha scutellaris ingår i släktet Nemognatha och familjen oljebaggar. Inga underarter finns listade i Catalogue of Life.